# 굴포스

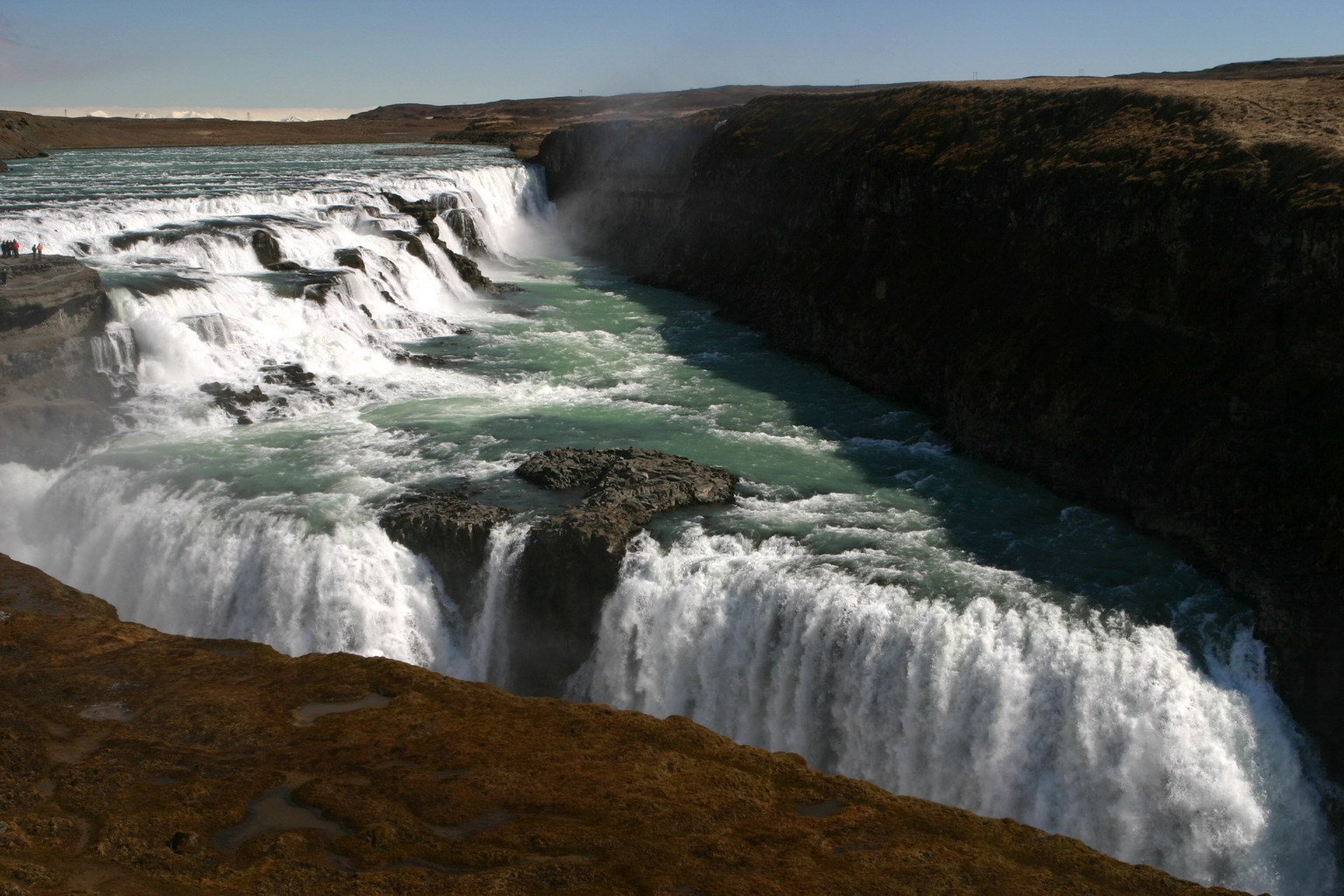
굴포스 폭포

굴포스(아이슬란드어: Gullfoss, '황금 폭포')는 아이슬란드 남서쪽에 흐르는 흐비타강 협곡에 있는 폭포이다. 높이 32m, 평균 유속 140 m³/s이다.

## 비고
tvN의 예능 프로그램인 《꽃보다 청춘》에 소개된 장소로 자리매김한 것으로 알려져 있다. 이 외에도 KBS 2TV의 《영상앨범 산》에서도 오래 전에 소개시킨 적이 있었다.